# A.H. Gerhardhuis
Het A.H. Gerhardhuis aan de Slotermeerlaan in de Amsterdamse wijk Slotermeer werd genoemd naar de vrijdenker en humanist Adriaan Gerhard.
Het pand is gebouwd volgens de modernistische stijl van de jaren ‘50 naar een ontwerp van architect Willem van Tijen uit 1959. Het staat sinds 2011 op de gemeentelijke monumentenlijst en stond in 2013 op de kandidatenlijst voor Nederlandse rijksmonumenten 1959-1965.
Het Gerhardhuis was het eerste bejaardentehuis van Amsterdam op humanistische grondslag en het eerste van zijn soort voor niet-kerkelijke ouderen in Nederland. De vrijdenkersbeweging en het Humanistisch Verbond kwamen rond 1950 bijeen met als doel een thuis te bouwen voor niet-kerkelijke ouderen. Het was een 'rood bastion' waar ouderen woonden die lid waren van verschillende linksgeoriënteerde clubs en verenigingen. In de loop der jaren werd het een plek voor alle gezindten.
Het pand werd gebruikt als woonvoorziening voor bijna 200 ouderen en heeft zich in de loop van de tijd ontwikkeld tot woonzorgcentrum.
Per 1 januari 2013 heeft het gebouw zijn oorspronkelijke functie verloren, de bewoners zijn elders gehuisvest, omdat het gebouw niet meer voldeed aan de huidige eisen. Er werd gezocht naar een nieuwe bestemming voor het gebouw. In januari 2015 werd bekendgemaakt dat het plaats gaat bieden aan 88 appartementen voor jongeren. Bovendien komen hier 130 studentenwoningen en vier sociale huurwoningen voor mensen die eerder woonden in instellingen voor maatschappelijke opvang.